# Фрідріх Боденштедт
Фрі́дріх Ма́ртін фон Боденште́дт (нім. Friedrich Martin von Bodenstedt; 22 квітня 1819, Пайне — 19 квітня 1892, Вісбаден) — німецький поет, перекладач, професор слов'янських мов у Мюнхені.

## Життєпис
Народився у Пайне (Peine). У 1840—1845 роках жив у Росії, мандрував по Азербайджану, Грузії та Персії. Від 1854 професор слов'янських та старогрецької мов у Мюнхені. Від 1878року жив у Вісбадені, де й помер.

## Твори
- Народи Кавказу та їх боротьба за свободу проти росіян (1849)[8]
- Автор «Тисячі і одного дня на Сході» (1850).
- Перекладав із східних мов «Пісні Мірзи-Шафі» (1851),
- «Співець Шіраза» (1877),
- «Пісні та притчі Омара Хаяма» (1881),
- а також твори рос. та англ. класиків.
- Автор збірки перекладів українських народних пісень «Поетична Україна» (Die poetische Ukraine: Eine Sammlung kleinrussischer Volkslieder, Ins Deutsche übertragen, 1845). Українською мовою вірші Боденштедта перекладав П. Грабовський.